# BAR 005
BAR 005 — болід Формули-1, сконструйований під керівництвом Джеффа Вілліса і побудований командою «Lucky Strike BAR Honda» для участі в чемпіонаті світу сезону 2003 року.

## Історія
Болідом керували Чемпіон світу 1997 року канадець Жак Вільнев та англієць Дженсон Баттон. В останній гонці сезону Вільнева змінив протеже «Honda» тест-пілот команди японець Такума Сато. Команда посіла п'яте місце в Кубку конструкторів, набравши 26 очок.

## Результати виступів у Формулі-1
| Рік  | Шасі    | Двигун           | Шини | №  | Пілоти  | Австралія | Малайзія | Бразилія | Сан-Марино | Іспанія | Австрія | Монако | Канада | Європейський Союз | Велика Британія | Франція | Німеччина | Угорщина | США  | Італія | Японія | Очки | КК |
| ---- | ------- | ---------------- | ---- | -- | ------- | --------- | -------- | -------- | ---------- | ------- | ------- | ------ | ------ | ----------------- | --------------- | ------- | --------- | -------- | ---- | ------ | ------ | ---- | -- |
| 2003 | BAR 005 | Honda RA003E V10 | B    |    |         | АВС       | МАЛ      | БРА      | САН        | ІСП     | АВТ     | МОН    | КАН    | ЄВР               | ВЕЛ             | ФРА     | НІМ       | УГО      | США  | ІТА    | ЯПО    | 26   | 5  |
| 2003 | BAR 005 | Honda RA003E V10 | B    | 16 | Вільнев | 9         | НС       | 6        | Схід       | Схід    | 12      | Схід   | Схід   | Схід              | 9               | 10      | 9         | Схід     | 6    | Схід   |        | 26   | 5  |
| 2003 | BAR 005 | Honda RA003E V10 | B    | 16 | Сато    |           |          |          |            |         |         |        |        |                   |                 |         |           |          |      |        | 6      | 26   | 5  |
| 2003 | BAR 005 | Honda RA003E V10 | B    | 17 | Баттон  | 10        | 7        | Схід     | 8          | 9       | 4       | НС     | Схід   | 7                 | Схід            | 8       | 8         | 10       | Схід | Схід   | 4      | 26   | 5  |